# Campeonato Amapaense Segunda Divisão 2024
In 2024 werd de dertiende editie van het Campeonato Amapaense Segunda Divisão gespeeld voor voetbalclubs uit de Braziliaanse staat Amapá. De competitie werd gespeeld van 18 mei tot 29 juni en werd georganiseerd door de FAF. Het was voor het eerst sinds 2007 dat de competitie georganiseerd werd. Portuguesa werd kampioen. 

## Eerste fase

### Groep A
| Plaats | Club          | Wed. | W | G | V | Saldo | Ptn. |
| ------ | ------------- | ---- | - | - | - | ----- | ---- |
| 1.     | Portuguesa    | 4    | 4 | 0 | 0 | 8:0   | 12   |
| 2.     | Bare          | 4    | 2 | 1 | 1 | 9:3   | 7    |
| 3.     | ADEC          | 4    | 1 | 1 | 2 | 3:10  | 4    |
| 4.     | Canário       | 4    | 0 | 2 | 2 | 1:4   | 2    |
| 5.     | Latitude Zero | 4    | 0 | 2 | 2 | 3:7   | 2    |

|  | Geplaatst voor de tweede fase |

### Groep B
| Plaats | Club      | Wed. | W | G | V | Saldo | Ptn. |
| ------ | --------- | ---- | - | - | - | ----- | ---- |
| 1.     | Cristal   | 3    | 2 | 1 | 0 | 17:1  | 7    |
| 2.     | Cruzeiro  | 3    | 1 | 2 | 0 | 5:3   | 5    |
| 3.     | Renovaçao | 3    | 0 | 2 | 1 | 3:12  | 2    |
| 4.     | Lagoa     | 3    | 0 | 1 | 2 | 1:10  | 1    |

## Tweede fase
Beide finalisten promoveerden.
|  | halve finale | halve finale | halve finale | halve finale |  |            | finale | finale | finale | finale |
|  |              |              |              |              |  |            |        |        |        |        |
|  |              |              |              |              |  |            |        |        |        |        |
|  | Portuguesa   | 3            | 3            | 6            |  |            |        |        |        |        |
|  | Cruzeiro     | 1            | 1            | 2            |  |            |        |        |        |        |
|  |              |              |              |              |  | Portuguesa | 4      | 2      | 6      |        |
|  |              |              |              |              |  | Cristal    | 0      | 2      | 2      |        |
|  | Cristal      | 4            | 2            | 6            |  |            |        |        |        |        |
|  | Bare         | 3            | 1            | 4            |  |            |        |        |        |        |

### Kampioen
| Campeonato Amapaense de 2024 - Série B |
| Amapá                                  |
| -------------------------------------- |
| PORTUGUESA Kampioen (1° titel)         |

1956 · 1957  · 1958 · 1959-1963  · 1964 · 1965-1975  · 1976 · 1977 · 1978  · 1979 · 1980-1982  · 1983 · 1984 · 1985-1986  · 1987 · 1988 · 1989-2004  · 2005 · 2006  · 2007 · 2008-2023  · 2024